# Sedrak Arakeljan
Sedrak Arakeli Arakeljan (armenisch Սեդրակ Առաքելի Առաքելյան, russisch Седрак Аракелович Аракелян; * 17. Dezemberjul. / 29. Dezember 1884greg. in Dschauk bei Nachitschewan im Gouvernement Eriwan; † 6. März 1942 in Jerewan) war ein armenisch-sowjetischer Maler.

## Leben
Arakeljan studierte zunächst an der Kunsthochschule der Kaukasischen Gesellschaft zur Förderung der Künste in Tiflis bei dem Maler Jegische Tadewosjan (1904–1908) und dann an der Moskauer Hochschule für Malerei, Bildhauerei und Architektur mit Abschluss 1916. Seine Lehrer waren dort S. W. Iwanow, K. A. Korowin und A. J. Archipow. Arakeljan beteiligte sich an den Ausstellungen der Genossenschaft der künstlerischen Wanderausstellungen, die sich für den Realismus einsetzte.
1920 kehrte Arakeljan nach Armenien zurück und beteiligte sich am kulturellen Leben des Landes. Neben seiner künstlerischen Tätigkeit wirkte er gesellschaftlich. Er gründete die Gesellschaft der Arbeiter der bildenden Künste als erste Künstlervereinigung in der Armenischen SSR. Nach fünf Jahren schloss sie sich der Assoziation der Künstler des revolutionären Russlands an. Daneben lehrte Arakeljan am Jerewaner Technikum für Kunst und Industrie. Seine Werke befinden sich in der Nationalgalerie Armeniens in Jerewan und in der Moskauer Tretjakow-Galerie sowie auch in anderen Museen.

## Ehrungen
- Verdienter Künstler der Armenischen SSR (1935)[1]